# Wojna Gempei
Wojna Gempei (jap. 源平合戦 Genpei-kassen; wym. Gempei-kassen, Gempei-gassen) – rozgrywający się w latach 1180–1185 konflikt militarny pomiędzy dwoma japońskimi rodami walczącymi o panowanie nad krajem: będącym u władzy klanem Taira oraz walczącym z nim klanem Minamoto. Konflikt nosi również nazwę wojny er Jishō-Juei (jap. 治承・寿永の乱 Jishō-Juei no ran). Ery te dotyczą okresu początkowego i końcowego wojny: Jishō (1177–1181), Juei (1182–1184). Nazwa Gempei pochodzi od sino-japońskiego czytania nazwisk rodowych: Minamoto i Taira.

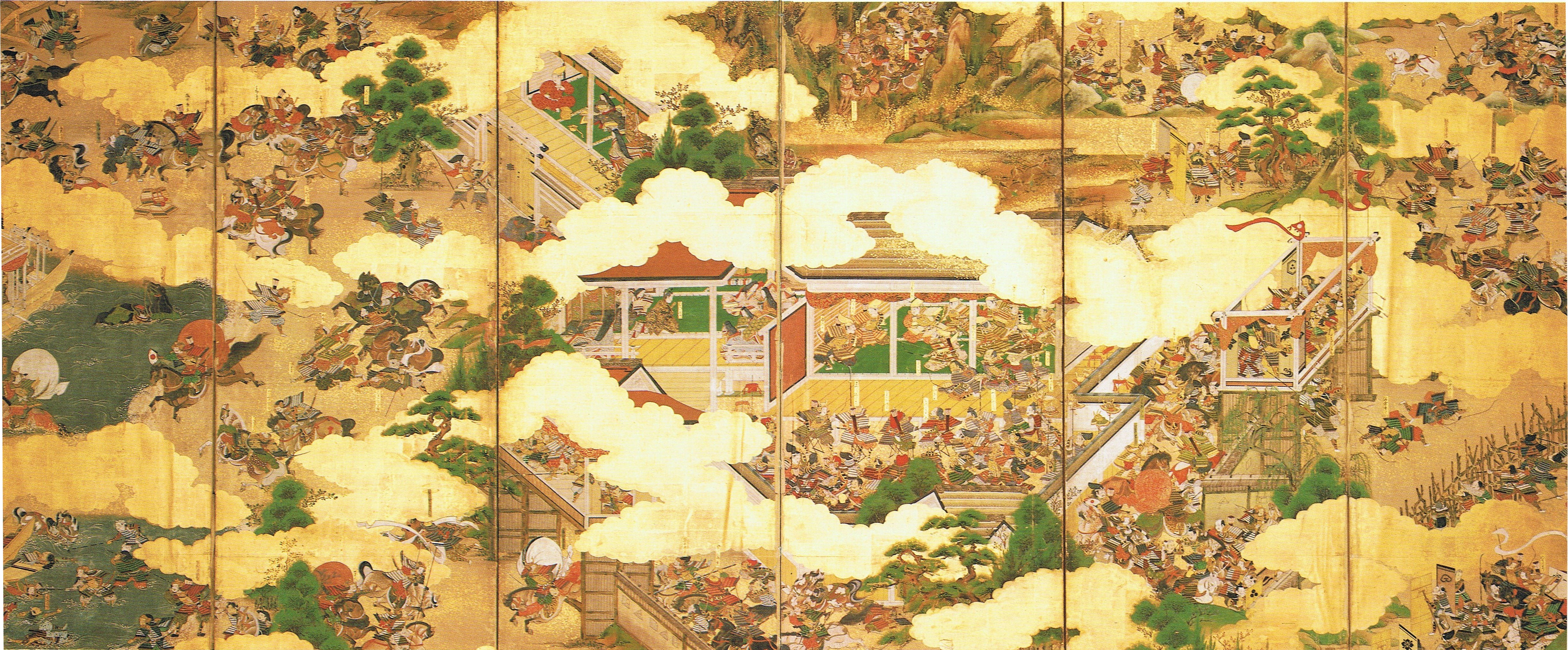
Scena z wojny Gempei (XII w.)

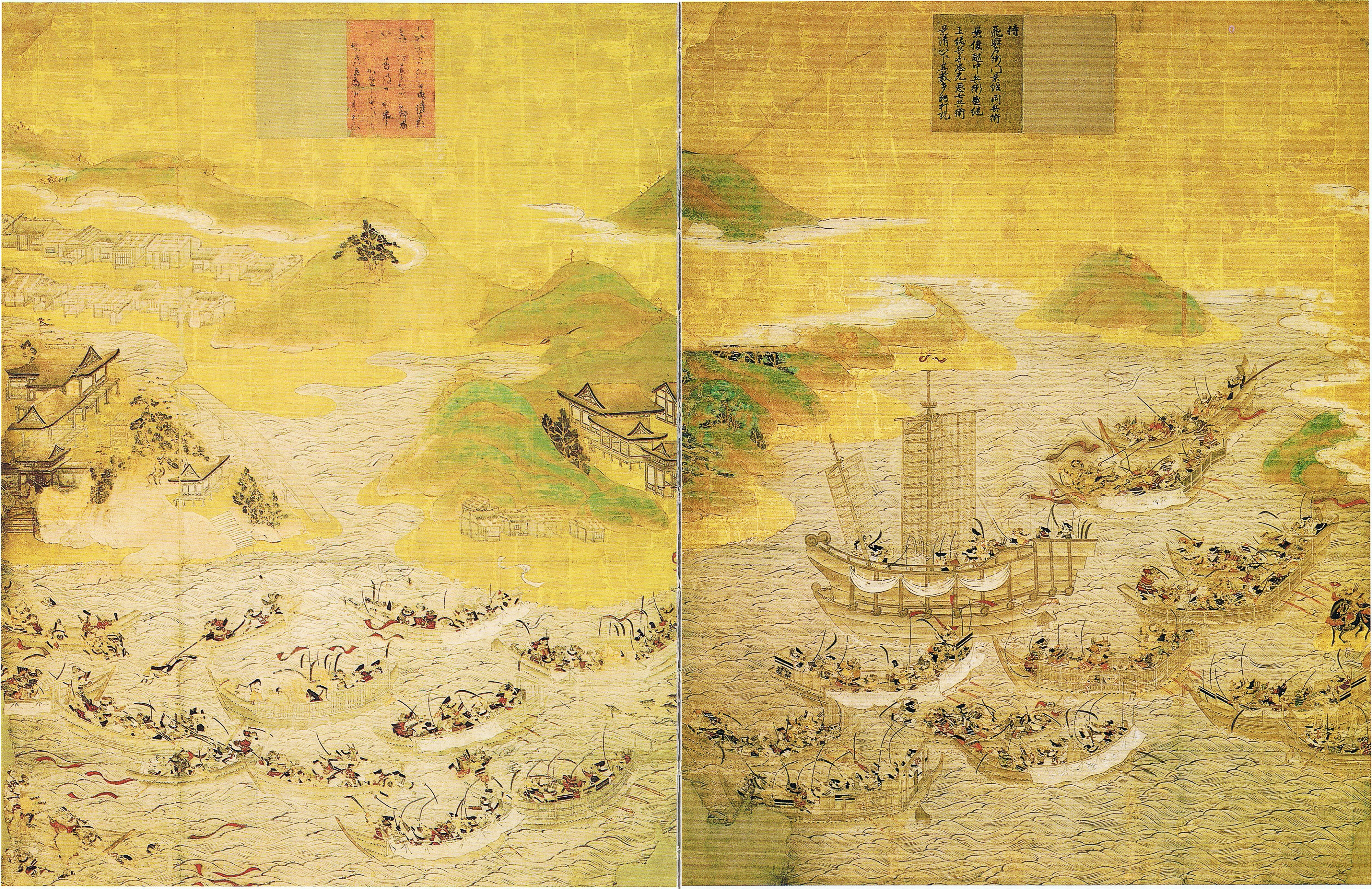
Bitwa morska w zatoce Dan-no-Ura (1185 r.)

Bitwy wojny Gempei

Konflikt zakończył się wraz z porażką klanu Taira podczas bitwy morskiej w zatoce Dan-no-ura (1185), w czasie której zginął sześcioletni cesarz Antoku. Wojna wyznacza koniec rządów cesarskich ery Heian oraz związanej z nimi kultury dworskiej i początek władzy klasy wojowników (samurajów) w postaci rządów siogunów z Kamakury.

## Geneza
Słabnąca w XI i XII w. władza cesarska powodowała wzrost znaczenia prowincjonalnej arystokracji podzielonej na dwie główne siły: wschodnią z Kantō, gdzie panował ród Minamoto i zachodnią, znad Morza Wewnętrznego, pod przywództwem klanu Tairów. Sprawujący realną władzę i dysponujący siłą wojskową „prowincjusze” zaczęli się domagać wpływów na dworze cesarskim, zdominowanym przez stołeczną arystokrację kuge. Władzę centralną w Heian-kyō paraliżowały konflikty między urzędem cesarzy w stanie spoczynku, rodem Fujiwara i świątyniami Enryaku-ji i Kōfuku-ji. Te ostatnie nie wahały się wysyłać najemników, aby wymuszać spełnianie swoich żądań.
W 1156 roku doszło do tzw. zamieszek ery Hōgen, otwartej walki pomiędzy konkurującymi gałęziami cesarskiego rodu i sprzymierzonymi z nimi feudałami. Wygrało je stronnictwo cesarza Go-Shirakawy, a w szczególności osiągający coraz wyższe stanowiska Kiyomori Taira. Jego rosnąca potęga wywołała sprzeciw, który osiągnął kulminację w 1159 roku, gdy Yoshitomo Minamoto próbował uprowadzić cesarza i przejąć władzę. Po przegranej walce ród Minamoto został niemal doszczętnie wygubiony (na rozkaz Kiyomoriego oszczędzono trzech synów Yoshitomo, w tym dwunastoletniego Yoritomo Minamoto).
Po 1160 roku Kiyomori Taira osiągnął niebywałą potęgę, efektywnie kontrolując rząd cesarski i obsadzając wiele stołecznych i prowincjonalnych urzędów swoimi krewnymi. Wydał za cesarza swoją córkę, a jego władza i świetność pałacu były tak wielkie, że czasem określa się lata 1160–1185 okresem Rokuhara, od nazwy siedziby Kiyomoriego. Jako wojskowy, Kiyomori rządził ciężką ręką, stosując postrach i siłę militarną – w 1179 roku osadził w areszcie domowym cesarza Go-Shirakawę. Spowodowało to wzrost opozycji, która zawiązała spisek i po mianowaniu nowym cesarzem wnuka Kiyomoriego, dwuletniego podówczas Antoku, wypowiedziała wojnę.

## Przebieg konfliktu

### Wybuch wojny
Narastający sprzeciw wobec dyktatury Kiyomoriego spowodował zawiązanie spisku, do którego włączyli się ocaleni potomkowie rodu Minamoto, mnisi z klasztorów Kōfuku-ji i Onjō-ji (lub Mii-dera) oraz syn cesarza Go-Shirakawy, książę Mochihito. Ten ostatni – zanim spisek został odkryty i okrutnie zdławiony – zdołał rozesłać wici. Mochihito i Yorimasa Minamoto (dotąd znany jako poeta i dworzanin, nie wojownik) musieli uciekać ze stolicy. Wsparcie Yorimasy było zaskoczeniem dla Tairów, albowiem nie angażował się on dotąd w politykę – teraz jednak wezwał swój klan do walki. Niewielki oddział Mochihito i Yorimasy został dogoniony nad rzeką Uji. Pierwszą bitwę nad rzeką Uji, która zapoczątkowała wojnę Gempei, wygrali Tairowie: książę Mochihito zginął, a Yorimasa popełnił seppuku (według tradycji był to pierwszy przypadek tego rytualnego samobójstwa).

### Przebieg działań
Żadna z dotychczasowych wojen w historii Japonii nie miała tak szerokiego zasięgu i zaciętego charakteru. Przez pięć lat zmagały się ze sobą wielkie armie na terenie niemal całego kraju. Działania rozpoczęły się w regionie Kantō, by przetoczyć się przez środkową część Honsiu i zakończyć na jej zachodnim krańcu, nad cieśniną Shimonoseki. W odróżnieniu od poprzednich starć, rozstrzyganych na ogół zajęciem stolicy, ta miała charakter wojny domowej na wielką skalę, do której włączyło się większość rodów. Zmagania nie ograniczały się jedynie do walk Tairów z Minamotami. Towarzyszyły im także walki wewnątrz klanów (zwłaszcza w obrębie rodziny Minamoto), a wiele rodów było podzielonych, z wojownikami po obu stronach konfliktu.

### Kalendarium wydarzeń
1180
- I bitwa przy moście nad rzeką Uji
- Oblężenie Nary
- bitwa pod Ishibashiyamą
- bitwa nad rzeką Fuji

1181
- bitwa nad rzeką Sunomata
- bitwa nad rzeką Yahagi

1183
- oblężenie Hiuchi
- bitwa na przełęczy Kurikara
- bitwa pod Shinoharą
- bitwa pod Mizushimą
- oblężenie Fukuryūji
- bitwa pod Muroyamą

1184
- II bitwa nad Uji
- bitwa pod Ichi-no-Tani

1185
- bitwa pod Yashimą
- bitwa w zatoce Dan-no-Ura

## Skutki wojny
Wojna doprowadziła do utraty znaczenia politycznego przez dwór cesarski i elitę arystokracji stołecznej, i przejęcia realnej władzy przez warstwę wojowników (samurajów) na czele z rządem wojskowym (siogunat). Pozostawiła też legendę dramatycznych zmagań i bohaterskich czynów, uwiecznioną w dziełach literackich jak Heike monogatari czy dramatach teatrów nō i kabuki.